# 치경 접근 수반음
치경 접근 수반음(齒莖接近隨伴音, Rhotic/Rhotic sound)은 치경 접근음 ɹ을 말하거나, 그것을 함께 발음하는 모음으로 정의된다.

## 치경 접근음을 동반하는 모음

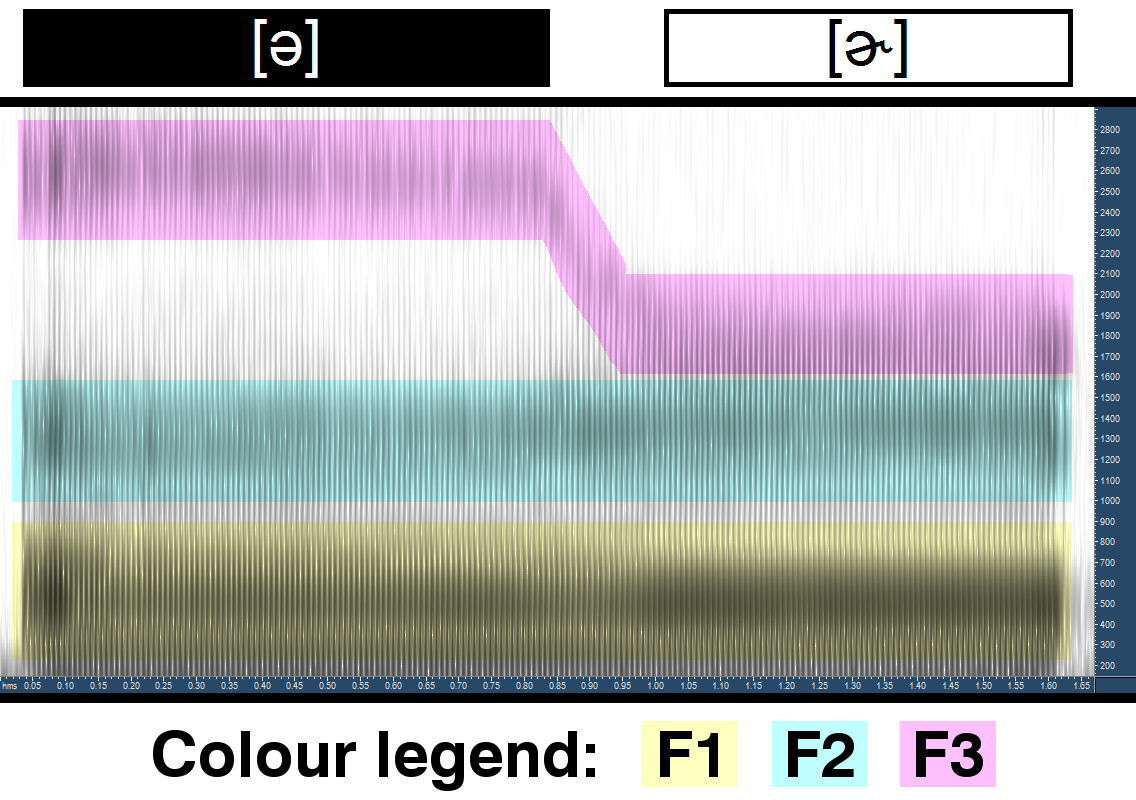
후설 모음일 경우 치경 접근음을 동시에 발음하는 것이 편하다.

모음 뒤에 R이 올 경우 모음을 단독으로 발음하고 ɹ나 ɻ(권설 접근음)을 뒤에 발음해 주는 것은 힘들기 때문에 이를 모음과 동시에 발음하며, 이런 현상은 특히 미국 영어에서 자주 발생한다. 이를 R-착색된 모음(R-colored vowel) 또는 치경 접근화된 모음(Rhotacized vowel)이라고 한다.

## 언어별
- 영어 - 미국 영어의 대부분의 방언(제네럴 아메리칸 억양 포함)과 캐나다 영어, 아일랜드 영어에서도 치조 접근 수반음 현상이 나타난다. 잉글랜드 내에서는 리버풀 방언을 포함한 북서부 방언과 남서부 방언에서도 치조 접근 수반음 현상이 일어난다. 스코틀랜드 영어나 잉글랜드 북동부 중 스코틀랜드 접경지역의 방언도 비슷하지만 이때는 권설 접근음이 아닌 유성 구개수 마찰음이 나온다. 잉글랜드 중동부 방언과 RP에서는 이와 같은 현상이 전혀 없으며, 에스츄어리 억양을 제외한 잉글랜드 남동부 방언에서는 매우 약하게 나타난다.

- 중국어 - 중국어 중에서 표준 중국어를 포함한 푸퉁화 계열 방언(베이징, 둥베이3성 등 중국 북부지역)에서 치조 접근 수반음 현상을 찾아볼 수 있다.

- 네덜란드어 - 네덜란드어는 a, e, i, o, u 다음에 r 가 오면 ɚ 로 바뀐다.

## 같이 보기
- R음
- 성절 자음